# Reinhold Sendker

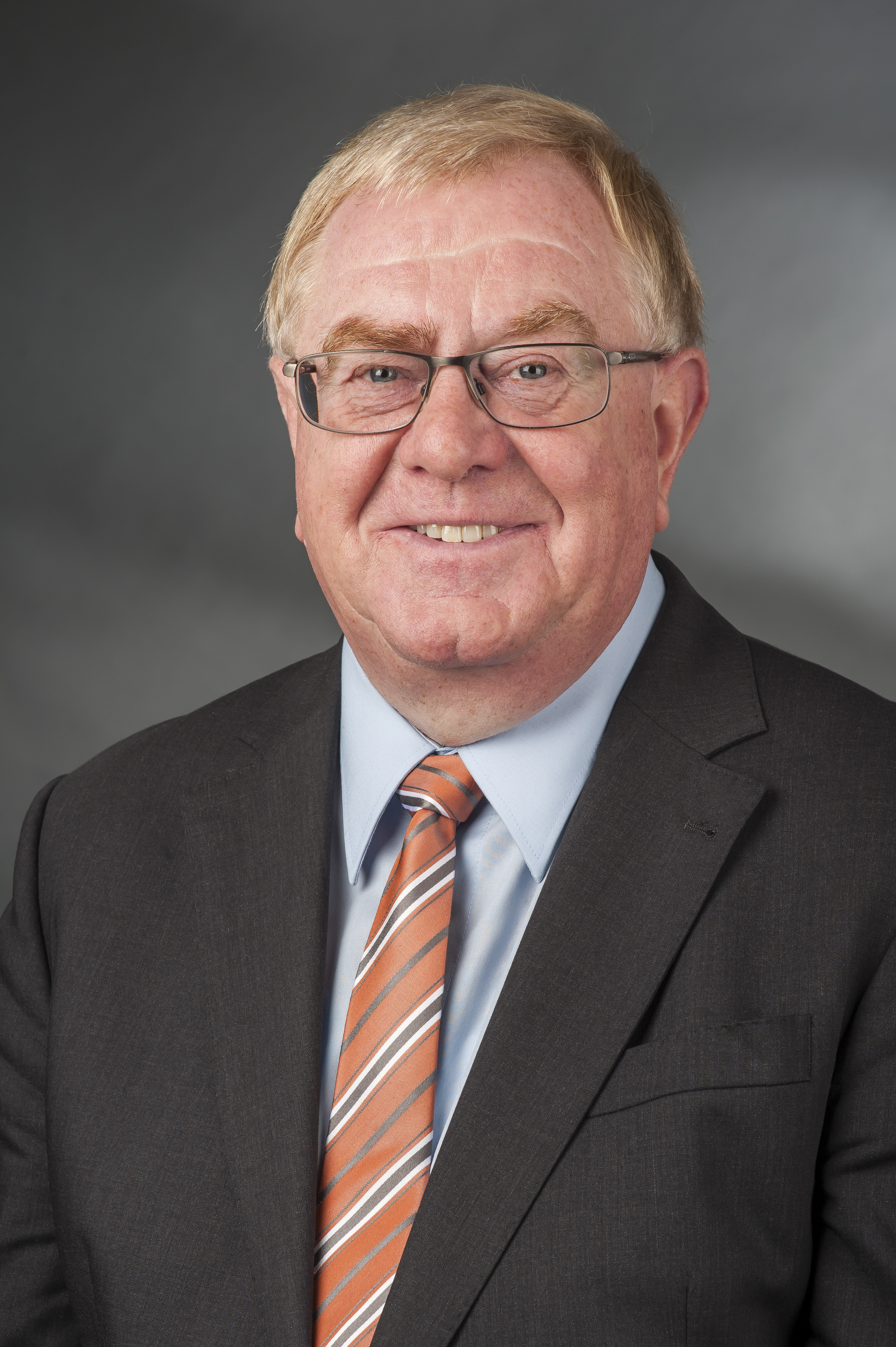
Reinhold Sendker (2014)

Reinhold Sendker (* 24. Oktober 1952 in Warendorf) ist ein deutscher Politiker (CDU) und Betriebswirt. Er war von 2000 bis 2009 Abgeordneter im Landtag von Nordrhein-Westfalen und gehörte von 2009 bis 2021 dem Bundestag an.

## Leben
Sendker absolvierte 1967 den Volksschulabschluss und besuchte anschließend bis 1969 eine Berufsfachschule für Wirtschaft und Verwaltung. Diese schloss er 1969 mit der Mittleren Reife ab. Danach ging er bis 1971 auf die Fachoberschule für Wirtschaft, wo er 1971 die Fachhochschulreife erwarb. Es folgte anschließend ein Studium der Betriebswirtschaftslehre, welches er von 1971 bis 1976 an der Fachhochschule Münster absolvierte. Dazwischen leistete er von April 1972 bis Juni 1973 den Grundwehrdienst ab. Schließlich konnte er 1976 den Abschluss zum Diplom-Betriebswirt machen. Er machte danach von 1976 bis 1979 an der Gesamthochschule Paderborn ein Lehramtsstudium der Wirtschaftswissenschaften, Erziehungswissenschaften, katholischen Theologie und Philosophie. Im Oktober 1979 legte er die Erste Staatsprüfung für das Lehramt in der Sekundarstufe II ab, die Zweite Staatsprüfung folgte im Oktober 1982. Sendker ist seit November 1982 als Lehrer an der Berufsbildenden Schule Warendorf tätig, seit 1993 ist er Studiendirektor der Schule. Sendker ist katholisch, verheiratet und Vater von drei Kindern.

## Wirken
Sendker ist seit Dezember 1969 Mitglied der CDU. Von 1978 bis 2003 war er Vorsitzender der CDU-Ortsunion Ennigerloh-Westkirchen und seit September 1995 ist er Vorsitzender des CDU-Kreisverbandes Warendorf-Beckum. Zwischen 1979 und 1986 war er Kreisvorsitzender der Jungen Union und von 1979 bis 2009 war er Mitglied im Rat der Stadt Ennigerloh, wo er von 1981 bis 2000 Vorsitzender der CDU-Ratsfraktion war. Seit 2003 ist er stellvertretender Vorsitzender des CDU-Bezirksverbandes Münsterland.
Sendker gehörte seit der Landtagswahl 2000 bis 2009 dem Landtag Nordrhein-Westfalens an. Sendker war ordentliches Mitglied im Innenausschuss und im Ausschuss für Umwelt und Naturschutz, Landwirtschaft und Verbraucherschutz. Außerdem war er Sprecher seiner Partei des Petitionsausschusses. Zudem war er Vorsitzender der Arbeitsgruppe Ländliche Räume der CDU-Landtagsfraktion.

## Abgeordneter
Seit der Bundestagswahl 2009 ist Reinhold Sendker als Gewinner des Direktmandats im Wahlkreis Warendorf Mitglied des Deutschen Bundestages. Er wurde 2013 und 2017 wiedergewählt. Im 18. Deutschen Bundestag (2013–2017) war er stellvertretender Ausschussvorsitzender des Ausschusses für Verkehr und digitale Infrastruktur. Außerdem war er stellvertretendes Mitglied im Ausschuss für Ernährung und Landwirtschaft. Im Ausschuss für Verkehr und digitale Infrastruktur ist er auch in der aktuellen Legislaturperiode seit 2017 ordentliches Mitglied, stellvertretendes Mitglied ist er im Ausschuss für Umwelt, Naturschutz, Bau und Reaktorsicherheit, im 2. Untersuchungsausschuss, und im Ausschuss für Ernährung und Landwirtschaft.
Sendker kündigte an, bei der Wahl zum 20. Deutschen Bundestag nicht erneut kandidieren zu wollen.

## Mitgliedschaften
Im Deutschen Bundestag ist er Mitglied der Europa-Union Parlamentariergruppe Deutscher Bundestag und der Parlamentariergruppe Baltische Staaten.